# Proteste in Bahrain ab 2011

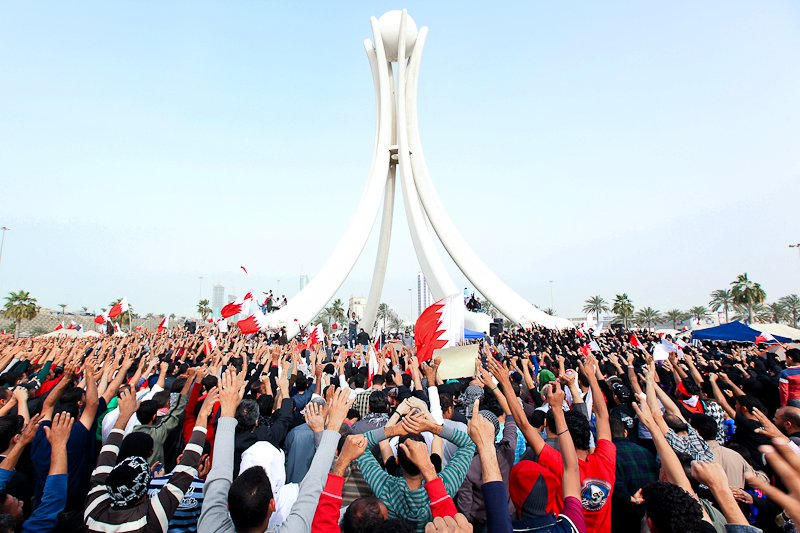
Demonstranten auf dem Perlenplatz (19. Februar 2011). Das 90 Meter hohe Monument wurde nach Auflösung der Proteste am 18. März 2011 abgerissen.

Die Proteste in Bahrain seit 2011 richten sich gegen die politische Führung im Königreich Bahrain. Sie sind Teil des Arabischen Frühlings. Die Protestwelle begann am 14. Februar 2011. Die Hauptforderungen der Demonstranten sind ein Regierungswechsel, eine neue Verfassung, ein Ende der Menschenrechtsverletzungen sowie die Verbesserung der Lebensbedingungen. Auch den Ministerpräsidenten und die Regierung wollen die Menschen künftig direkt wählen können.
Die Zahl der Protestanten wird auf 150.000 bis 300.000 geschätzt. Von den rund 30 bis 40.000 eingesetzten Sicherheitskräften stammen viele aus Pakistan und anderen sunnitischen Staaten und wurden teilweise speziell zur Unterdrückung der Proteste angeworben. 1.500 Soldaten wurden von den Nachbarländern im Rahmen des Peninsular Shield Force des Golf-Kooperationsrats entsandt.
Bei der gewaltsamen Unterdrückung der Proteste starben 93 Zivilisten, annähernd 3.000 wurden verwundet. 846 Polizisten wurden verwundet und 11 getötet.
Es kam zu rund 3.000 Verhaftungen. Inhaftierte wurden offenbar systematisch gefoltert, um Geständnisse zu erzwingen. Eine Reihe von Demonstranten wurden in der Folge zur Todesstrafe verurteilt. Mindestens fünf Personen starben an der Folter während des Polizeigewahrsams, darunter die Journalisten Karim Fakhrawi und Zakariya Rashid Hassan al-Ashiri.
4.500 Personen wurden aufgrund ihrer Teilnahme an den Protesten an ihren Arbeitsplätzen entlassen, 500 Personen wurden des Landes verwiesen und 500 Studenten vom Studium ausgeschlossen. Elf Personen wurde die Staatsbürgerschaft entzogen.

## Hintergrund

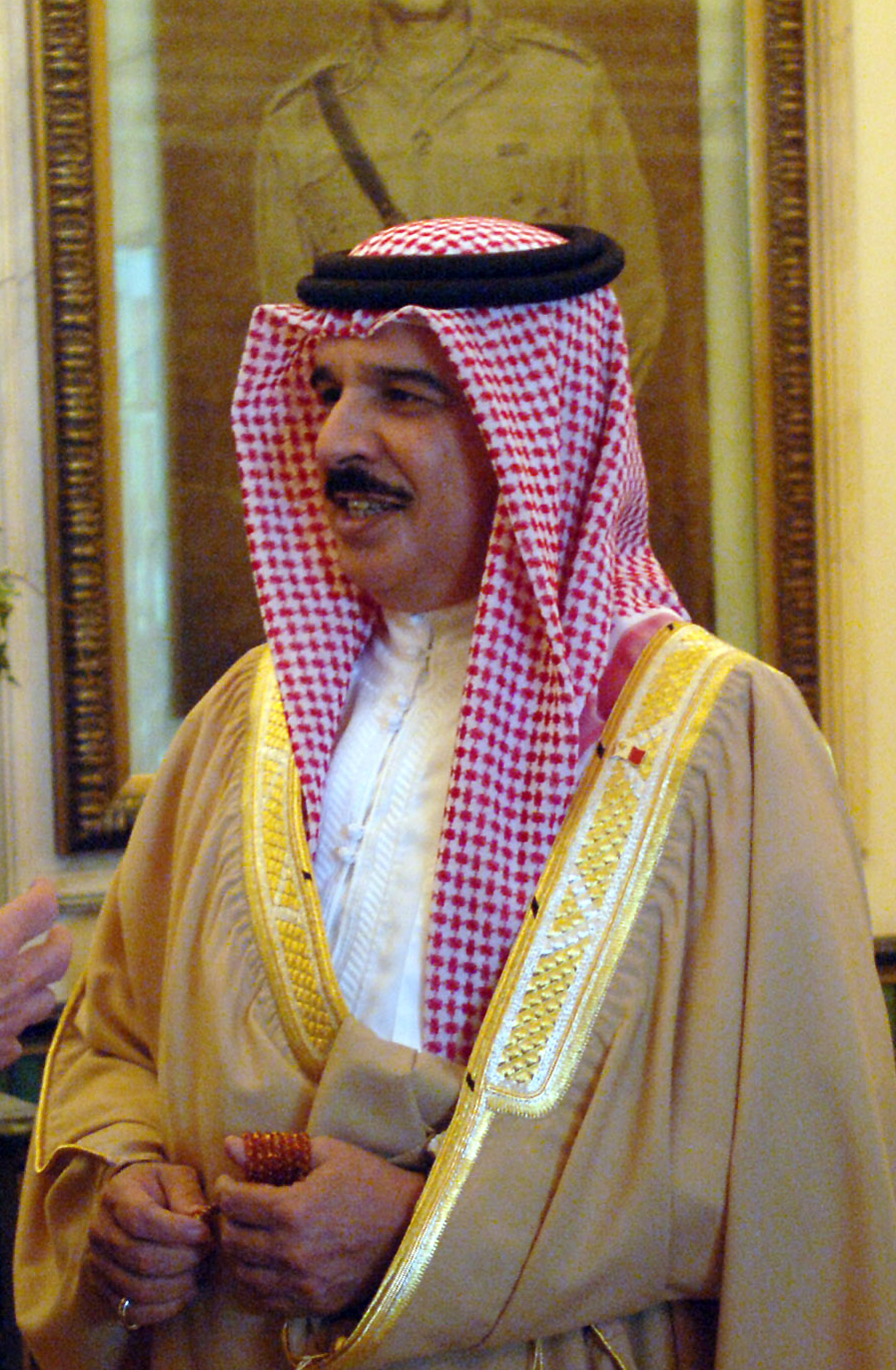
Hamad bin Isa Al Chalifa ist das Staatsoberhaupt von Bahrain, gegen ihn richten sich die Proteste

Bahrain ist eine Monarchie mit konstitutionellem Charakter. Der König ernennt die Regierung sowie die Mitglieder des Oberhauses. Er kann jederzeit das Parlament auflösen und Neuwahlen ausrufen. Das Königshaus gehört der sunnitischen Richtung des Islams an, während rund 70 % der Muslime in Bahrain Schiiten sind. Religiöses Oberhaupt der hiesigen Schiiten ist Ajatollah Isa Qassim.
Insbesondere in den letzten Jahren wurden Anstrengungen unternommen, die Wirtschaft zu diversifizieren. So sollte eine stabile und unabhängige Entwicklung auch für die Zukunft ermöglicht werden. Dabei wurde gleichzeitig die Arbeitslosenquote von 16 % (2006) auf unter 4 % (2011) gesenkt. Das Gesundheitswesen ist genauso wie das Bildungswesen frei zugänglich und gut entwickelt.
54 % der Bevölkerung Bahrains sind ausländische Arbeitnehmer, der Rest sind Bahrainer, von denen ungefähr zwei Drittel schiitisch sind. Die ausländischen Arbeitnehmer sind vorwiegend im Niedriglohngewerbe als Bauarbeiter, Fabrikarbeiter und Verkäufer beschäftigt. Die meisten stammen aus asiatischen Ländern wie Bangladesch, Indien und Pakistan.
Im Gebiet um den Persischen Golf befinden sich fast zwei Drittel der weltweit nachgewiesenen Erdölvorräte und 45 % der weltweiten Gasvorräte. Bahrain ist über einen Damm mit dem östlichen Teil Saudi-Arabiens verbunden, dessen regionale Bevölkerung ebenfalls mehrheitlich schiitisch ist. In diesem Teil Saudi-Arabiens befinden sich die größten Ölvorkommen des Landes.
Hinter einem häufig als religiös beschriebenen Konflikt zwischen Sunniten und Schiiten verbergen sich eher politische, soziale und wirtschaftliche Ursachen.
Die schiitisch-muslimische Bevölkerungsmehrheit hat es schwer, eine Anstellung oder auch angemessenen und bezahlbaren Wohnraum zu finden. Von staatlichen Anstellungen bei Ministerien, Polizei oder Armee sind sie weitgehend ausgeschlossen. Unter bahrainischen Beamten und Sunniten gibt es einen Argwohn gegenüber den Schiiten hinsichtlich ihrer nationalen Loyalität und wegen ihrer Glaubensgenossen im Iran und im Irak. Der Anteil der Schiiten in höheren staatlichen Positionen sank in den vergangenen zehn Jahren von 30 Prozent auf zehn Prozent. Bei den Sicherheitskräften sind sogar nur zwei Prozent Schiiten. Dem Premierminister, der seit 40 Jahren ununterbrochen im Amt ist und ein Onkel des Königs ist, wird vorgeworfen, die Wahlbezirke so aufgeteilt zu haben, dass die schiitische Bevölkerungsmehrheit nicht die Mehrheit im durch Wahlen bestimmten Unterhaus erhalten kann. Obwohl die Schiiten knapp 70 Prozent der Staatsbürger stellen, entfallen von den 40 Sitzen im Unterhaus nur 18 auf schiitische Gruppierungen.
Wiederholt wurden gegen Demonstranten die Nationalgarde und einige Sondereinsatzkräfte eingesetzt. Diese Einheiten bestehen zum überwiegenden Teil aus Neuzuzügern aus dem sunnitischen Ausland (Pakistan, Jemen, Syrien, Jordanien), die nun mit ihren Familien in Bahrain leben und nicht selten zu Staatsbürgern Bahrains geworden sind.
Im Vorfeld der für den 23. Oktober 2010 angesetzten Wahlen zum Abgeordnetenhaus ging die Regierung massiv gegen die Opposition vor. Nach zahlreichen Festnahmen kam es zu teilweise gewaltsamen Protesten oppositioneller Jugendlicher. Anwälte der in diesem Zusammenhang Inhaftierten erhoben Foltervorwürfe gegen die Behörden.
Bahrain beherbergt die 5. US-Flotte, die wichtigste militärische Streitmacht in der Region.

## Verlauf

### 2011

#### 11. bis 19. Februar
Angesichts des Arabischen Frühlings erhöhte die bahrainische Regierung die Sozialausgaben und kündigte die Freilassung einiger schiitischer Regimekritiker an, die ein halbes Jahr zuvor bei einer Razzia inhaftiert worden waren. Nach Aufrufen zu Protesten in Bahrain zum zehnten Jahrestag der bahrainischen Verfassung kündigte König Hamad ibn Isa Al Chalifa am 11. Februar an, für den 14. Februar, den Jahrestag der Verabschiedung der National Action Charter, jeder Familie 1000 Bahrain-Dinar (ca. 2000 €) zu geben.
Bei den angekündigten Demonstrationen am 14. Februar kam es zu Zusammenstößen zwischen Demonstranten und Sicherheitskräften, die Tränengas und Gummigeschosse einsetzten, wobei ein Demonstrant zu Tode kam. Tags darauf, während des Trauerzuges für den Getöteten, erlitt ein weiterer Demonstrant durch Schrotmunition der Polizei tödliche Verletzungen. Daraufhin kündigte die mit 18 Sitzen im 40-köpfigen Parlament vertretene Partei al-Wifaq an, ihre Teilnahme im Parlament auszusetzen.
Ähnlich der Besetzung des Tahrir-Platzes in Kairo während der Revolution in Ägypten 2011 wurde in Bahrains Hauptstadt Manama im weiteren Verlauf der Proteste der Perlenplatz besetzt, was vorerst geduldet wurde. Am frühen Morgen des 17. Februar räumten Nationalgarde und die bei Demonstrationen eingesetzte Polizei (englisch: riot police) den Platz. Dabei wurden fünf Menschen von den Sicherheitskräften erschossen und mehr als 200 verletzt. Im Zentrum von Manama wurden Panzer auf zentralen Straßen und Plätzen postiert und weitere ungenehmigte politischen Kundgebungen dort nicht mehr toleriert.
An der Beerdigung der bei der Räumung des Perlenplatzes getöteten Demonstranten nahmen rund 15.000 Menschen teil. Dabei wurden Rufe nach dem Tod des Königs laut. Als tags darauf die Herrscherfamilie das Militär anwies, die Straßen Manamas und anderer Ortschaften zu verlassen, zogen am Abend tausende Menschen zum Perlenplatz in Manama.

#### 21. bis 27. Februar
Wegen der anhaltenden Proteste in Bahrain wurde der ursprünglich am 13. März vorgesehene Grand Prix von Bahrain der Formel 1 abgesagt.
Am 21. Februar gab es einen großen Demonstrationszug von Unterstützern der Königsfamilie.
König Hamad ibn Isa Al Chalifa begnadigte am 22. Februar mehrere hundert Menschen, zu denen auch 23 Schiiten gehörten, die seit letztem Jahr in Untersuchungshaft waren wegen Umsturzplänen und Mitgliedschaft in einem terroristischen Netzwerk. Der Blogger Ali Abdulemam, der auch auf Global Voices Online schreibt, kam ebenfalls frei. Im Laufe des Tages versammelten sich mehrere tausend Menschen beim bisher größten Protestmarsch gegen die Regierung in der Hauptstadt Manama und marschierten in Richtung Perlenplatz.
Der exilierte schiitische Oppositionsführer Hassan Muschaima kehrte am 26. Februar nach Manama zurück. Muschaima gilt als Kopf der Gruppierung Haqq, die als radikaler gilt als der größte schiitische Oppositionsblock im Abgeordnetenhaus al-Wifaq, der die Proteste in Bahrain bislang anführte. Muschaima war zusammen mit anderen schiitischen Aktivisten vorgeworfen worden, er habe an einem Sturz des bahrainischen Regimes gearbeitet.
Am 26. Februar wurde die Regierung umgebildet. Die Minister für Gesundheit und für Wohnen wurden abgelöst. Neuer Minister für Wohnen wurde Madschid al-Alawi, ein früherer Antiregierungsaktivist, der unter anderem einen Mindestlohn für Bahrainer eingeführt hatte und während dessen Zeit als Minister die Arbeitslosigkeit stark zurückgegangen war. Neuer Minister für Gesundheit wurde Nizar al-Baharna, der diese Aufgabe zusätzlich zu seiner Aufgabe als Außenminister übernahm. Der Minister ist Schiit. Der Minister für Kabinettsangelegenheiten, Ahmed bin Atiyyatullah Al Chalifa, ein Mitglied der königlichen Familie und angeblich Anstifter der Bandargate-Affäre, wurde abgelöst. Die geplante Zahl der jährlich von der Regierung zu errichtenden Gebäude wurde von 2.000 auf 8.000 bis 10.000 erhöht und die Hypothekendarlehen für von der Regierung gestellten Wohnraum (englisch: government housing loans) um 25 Prozent reduziert.
Unterdessen kam es zu weiteren Protestmärschen. Am Sonntag, den 27. Februar, demonstrierten Zehntausende in Manama.

#### 1. März bis 13. März

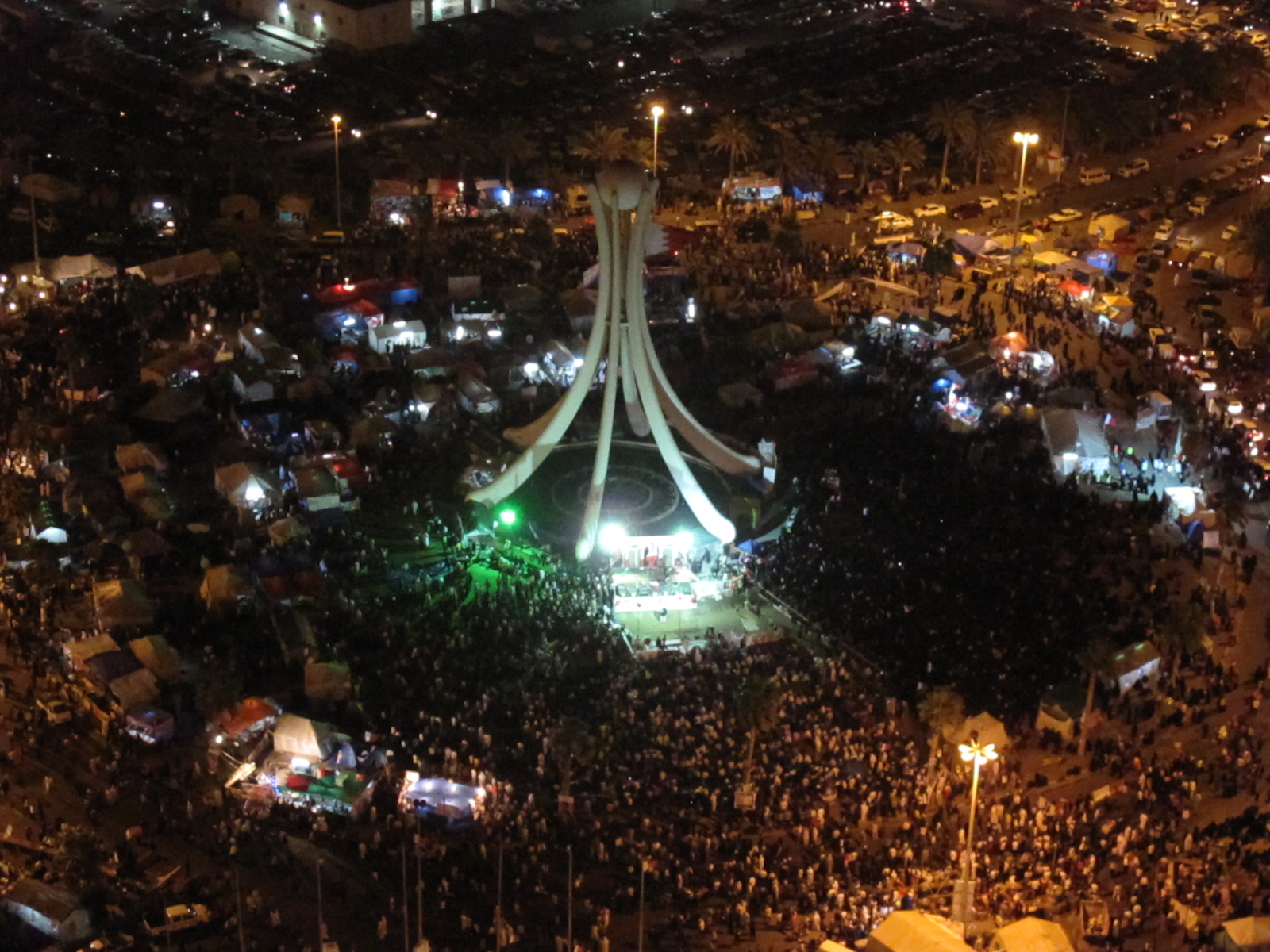
Der Perlenplatz am 1. März 2011

Am Abend des 2. März fand eine Pro-Regierungsdemonstration statt, die nach Angaben des staatlichen bahrainischen Fernsehens 300.000 Teilnehmer umfasste. Nach wie vor dauerten die Antiregierungsproteste an.

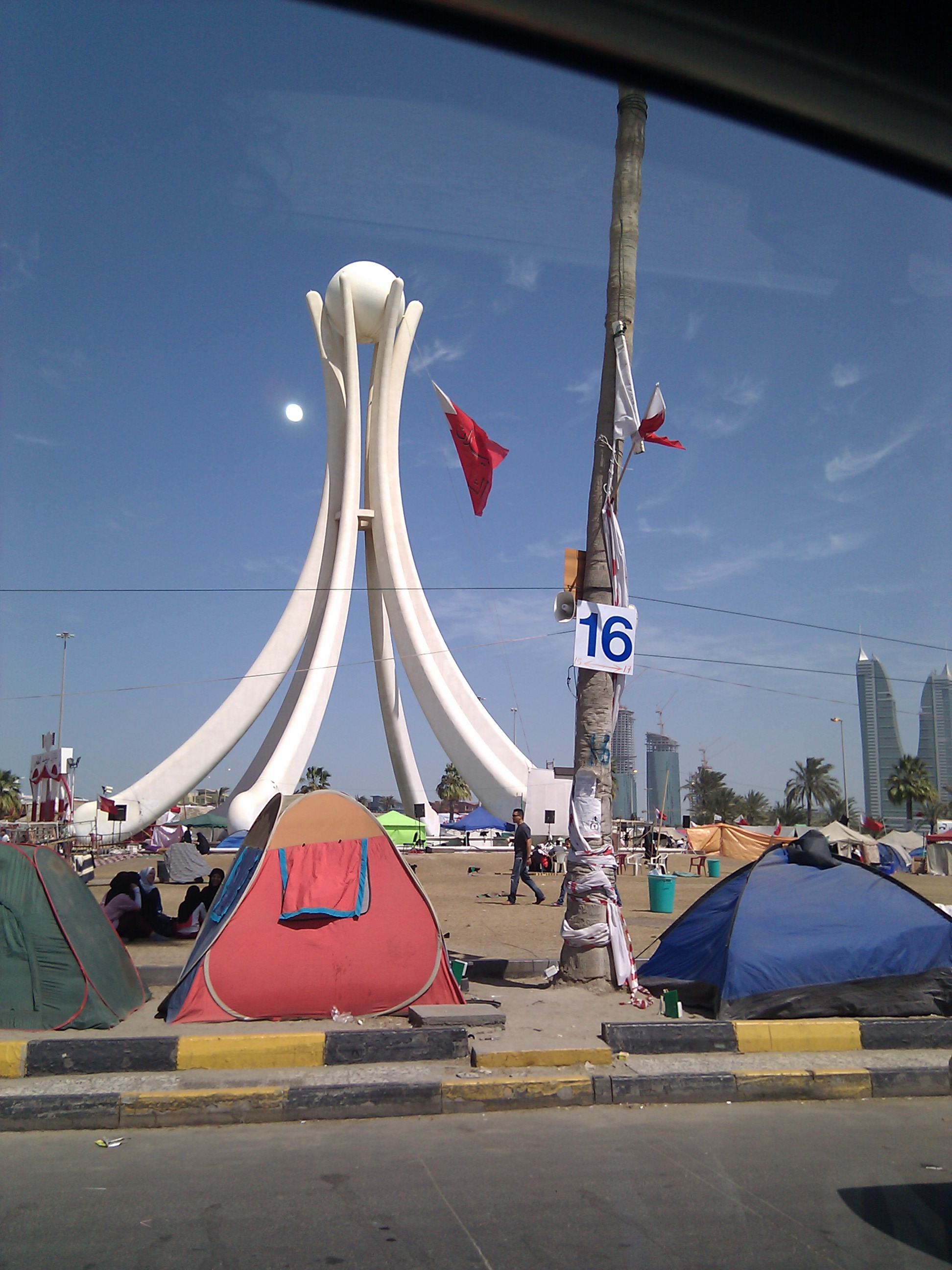
Zelte der Demonstranten am Perlenplatz vor der Räumung (4. März 2011)

Am späten Abend des 3. März kam es in Madinat Hamad zu gewaltsamen Ausschreitungen zwischen Oppositionsanhängern und solchen Bahrainis, die erst seit Kurzem die bahrainische Staatsbürgerschaft besitzen.
Die drei schiitischen Oppositionsgruppen Wafa, Haqq und Bahrain Freedom Movement hatten am 8. März eine sogenannte „Coalition for a Bahraini Republic“ gegründet, die als Regierungsform für Bahrain eine Republik anstrebt und die Monarchie stürzen will. Die im Parlament vertretene Partei al-Wifaq und andere Oppositionsgruppen gingen nicht so weit und forderten größere Reformen einschließlich eines gewählten Parlaments „mit vollständiger gesetzgebender Gewalt“.
Am 10. März wurde bekannt, dass der Golf-Kooperationsrat Bahrain 10 Milliarden Dollar über einen 10-Jahres-Zeitraum bereitstellen wird, um den Wohnungsbestand und die Infrastruktur auszubauen.
Nach den Freitagsgebeten kam es am 11. März erneut zu Demonstrationen, an denen sich etwa 8000 Menschen beteiligten. Die bahrainische Polizei verhinderte zunächst, dass sunnitische Gegendemonstranten eingreifen konnten. Nachdem die Demonstration friedlich beendet war, kehrten mehrere hundert Schiiten in die Nähe des Königspalastes zurück, wo es zu Auseinandersetzungen mit Gegendemonstranten kam.
Nach den Zusammenstößen zwischen Demonstranten und der bahrainischen Polizei demonstrierten am 12. März 30.000 Menschen in der Stadt Safriyya, die sich nördlich von Manama befindet. Dabei wurde das Vorgehen der Polizei vom Vortag sehr stark kritisiert. In Safriyya befindet sich einer der Königspaläste.
In Manama wurde am 13. März Tränengas gegen Demonstranten eingesetzt, nachdem durch Provokationen mindestens ein unbewaffneter Polizist schwer verletzt wurde.

#### Ausnahmezustand
Am frühen Morgen des 14. März forderten Abgeordnete des bahrainischen Parlaments die Ausrufung des Ausnahmezustandes.
Nach einem Hilferuf der bahrainischen Regierung entsandte der Golfkooperationsrat in einer Anfangsphase 2000 Soldaten und Polizisten (1200 aus Saudi-Arabien und 800 aus den Vereinigten Arabischen Emiraten) nach Bahrain. Die bahrainische Opposition wertete dies als Kriegserklärung sowie als eine Besatzung durch ausländische Truppen.
König Hamad ibn Isa Al Chalifa rief am 15. März einen dreimonatigen Ausnahmezustand nach Artikel 36 der Verfassung aus (der beliebig oft teilweise oder komplett erneuert werden kann) und ermächtigte den Chef der Nationalen Streitkräfte, „alle Maßnahmen einzuleiten, um die Sicherheit des Landes und seiner Bürger zu schützen“. Am Abend wurden in Sitra südlich von Manama 200 Schiiten durch sunnitische Schläger mit Schüssen verletzt.
Tags darauf ließ die Regierung den Perlenplatz und weitere Orte mit gepanzerten Fahrzeugen gewaltsam räumen. Dabei starben drei Demonstranten, drei Polizisten und über hundert Demonstranten wurden verletzt. Bahrainische Sicherheitskräfte drangen ins Salmaniyya-Krankenhaus ein, wo viele verletzte Demonstranten behandelt worden waren. Der bis dahin verantwortliche schiitische Gesundheitsminister Nizar al-Baharna trat von seinem Amt zurück, nachdem er Zeuge von Misshandlungen an Menschen in einem Flügel des Krankenhauses geworden war. Der schiitische Wohnungsminister „boykottierte“ die Regierung und zwölf Richter des schiitischen Berufungsgerichts legten ihr Amt nieder unter Hinweis auf „die blutigen Ereignisse“ und den „Gebrauch von maßloser Gewalt und von Waffen“. Als Mitarbeiter der Organisation Ärzte ohne Grenzen später das Krankenhaus besuchten, war das Krankenhaus praktisch leer. Verletzte berichteten, sie seien von Soldaten geschlagen worden. Andere Patienten wurden festgenommen, nachdem deutlich geworden war, dass ihre Verletzungen mit den Protesten in Verbindung standen. Ärzte ohne Grenzen beklagte, Verletzungen würden dazu genutzt, Demonstranten zu identifizieren und sie dann zu verhaften. Es werde besonders nach Schussverletzungen durch Polizei- und Militäreinsätze gesucht. Die Verweigerung medizinischer Behandlung nutze der Staat dazu, die Bevölkerung von Protesten abzuhalten.
Am 17. März wurden sieben Oppositionsführer verhaftet.

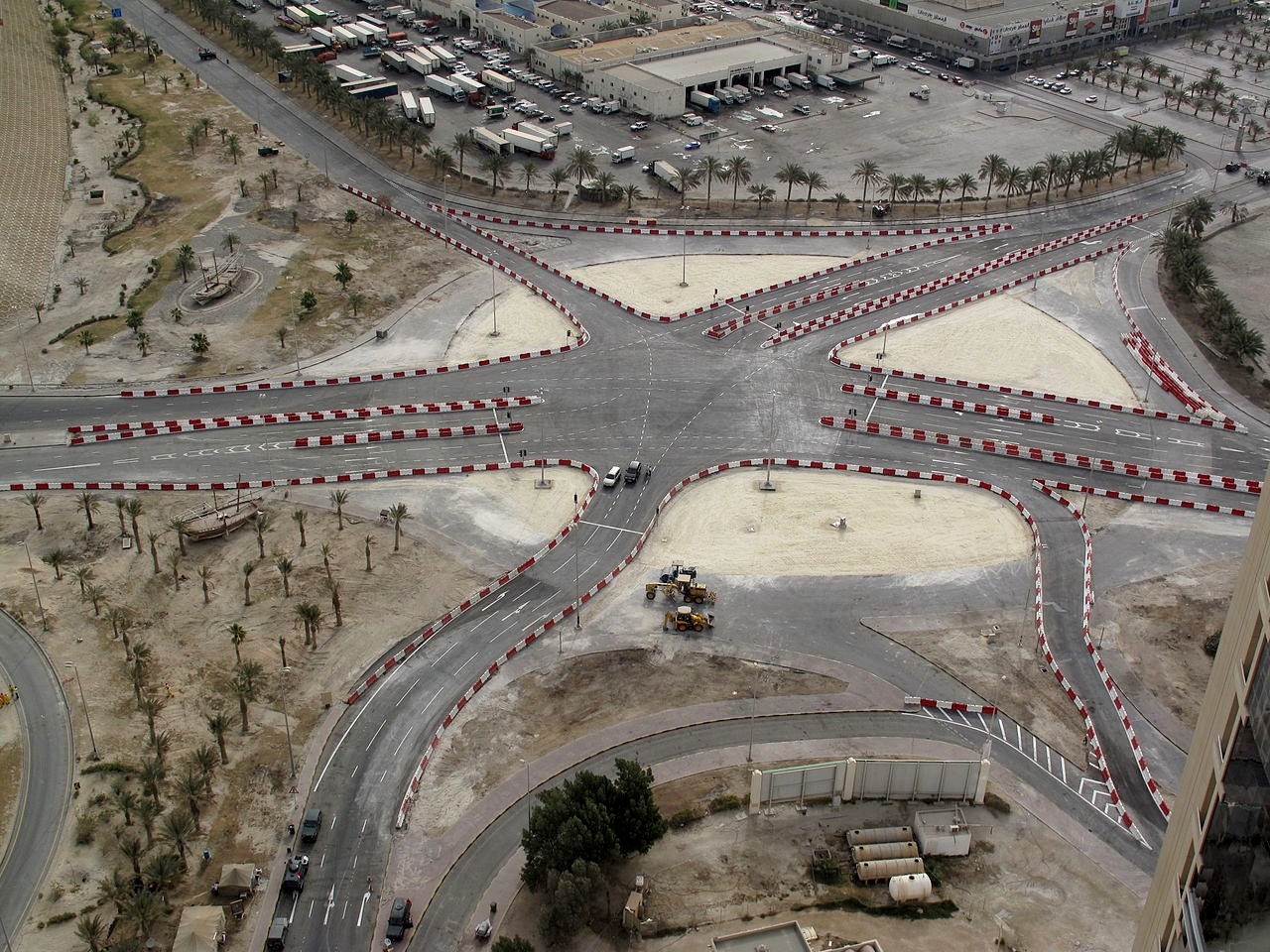
Der Perlenplatz nach der Zerstörung des Monuments (29. März 2011)

Am 18. März wurde auf dem Perlenplatz das Perlenmonument auf Anweisung der Regierung abgerissen.
Der Außenminister gab am 19. März bekannt, dass drei oder vier Golfstaaten weitere Sicherheitskräfte schicken würden und dass sie nur zum Schutz, etwa von Ölanlagen, eingesetzt würden und nicht zur Unterdrückung von Protesten.
In den nachfolgenden Tagen wurde die Normalisierung der Zustände vorbereitet. Es wurde laut BNA in den Ministerien, in den öffentlichen Einrichtungen und den Schulen so weit wie möglich Schritt für Schritt der geregelte Betrieb aufgenommen.
Nach Verhandlungen mit der Regierung kündigte der Gewerkschaftsdachverband (General Federation of Bahrain Trade Unions) am 22. März an, seinen geplanten landesweiten Streik abzusagen.
Zeitungsberichte, wonach der Emir von Kuwait zwischen der Regierung von Bahrain und der Opposition vermittle, wurden am 28. März vom Außenminister Bahrains mit den Worten dementiert, dass vorhergehende Bemühungen von der Opposition nicht beantwortet worden seien und das Gesprächsangebot mit der Verhängung des Ausnahmezustandes geendet habe. Der Golf-Kooperationsrat hatte noch am 27. März die Vermittlung begrüßt.
Am 29. März entschied das Unterhaus, den Rücktritt von 11 der insgesamt 18 Abgeordneten der Partei al-Wifaq von ihrem Mandat anzunehmen. Diese Abgeordneten verloren daraufhin ihre parlamentarische Immunität, nachdem sie am 15. Februar ihre Teilnahme im Parlament ausgesetzt hatten.
Am 3. April 2011 verbot das Innenministerium kurzzeitig die größte Oppositionszeitung des Landes al-Wasat, nachdem der Zeitung Falschmeldungen über die Situation im Lande vorgeworfen worden waren. Am 4. April, nachdem der Gründer und Chefredaktor Mansur al-Dschamri sowie der geschäftsführende Direktor und der Chef des innenpolitischen Ressorts gekündigt worden waren, erschien die Zeitung wieder.
Mit der Niederschlagung der Demonstrationen in der Hauptstadt Manama Mitte März setzte eine Verhaftungswelle ein, während der laut The Washington Post vom 22. April 2011 bis zu 1200 Menschen festgenommen wurden. Laut Gewerkschaftsangaben wurden zumindest 920 Menschen aus ihrem Job entlassen, weil sie an Demonstrationen teilgenommen hatten. Vier Häftlinge kamen laut Angaben von Menschenrechtsorganisationen im Polizeigewahrsam ums Leben. In einem Bericht der amerikanischen Organisation Ärzte für Menschenrechte (Physicians for Human Rights/PHR) vom 22. April 2011 sind die Namen von mehr als 30 Ärzten und anderen medizinischen Helfern aufgelistet, die während der Unruhen verschleppt wurden und bis dato immer noch vermisst sind. In dem Bericht werden unter anderem die schwere Misshandlung von sechs Ärzten des Salmaniyya-Krankenhauses, die Verschleppung und Folterung von Patienten und die zeitweise Übernahme von Krankenhäusern durch das Militär beschrieben. Die bahrainischen Behörden nahmen zu den Vorwürfen nur ausweichend Stellung und rechtfertigten sich meist damit, dass „militante Kräfte“ die Krankenhäuser als „Stützpunkte“ für ihre Aktivitäten genutzt hätten.

#### Nach Aufhebung des Ausnahmezustandes
Der Ausnahmezustand in Bahrain wurde zum 1. Juni 2011 aufgehoben.
Am 4. August strahlte Al Jazeera English eine 50-minütige Dokumentation mit dem Namen „Bahrain: Shouting in the dark“ zu den Protesten in Bahrain aus. Der katarische Sender war zuvor für seine mangelnde Berichterstattung aus Bahrain harsch kritisiert wurden, zumal er die Proteste in Tunesien und Ägypten sehr aktiv verfolgt hatte. Die Dokumentation wurde auf dem arabischen Sender von Al Jazeera nicht ausgestrahlt, führte aber trotzdem zu Spannungen zwischen Katar und Bahrain.
Am 24. September gab es die erste Runde der Nachwahlen zur 40-sitzigen Volksvertretung, da verschiedene schiitische Abgeordnete im Frühjahr ihre Mandate niedergelegt hatten. Die Schiiten wurden von den Oppositionsführern zum Boykott der Abstimmung aufgerufen.
Am 29. September 2011 verhängte ein Sondergericht Haftstrafen von jeweils 15 Jahren für 13 Ärzte und Pflegerinnen, die das Salmaniyya-Krankenhaus (Salmaniya Medical Complex) vor dem Ausnahmezustand besetzt hatten. Sieben weitere Mitarbeiter von Gesundheitseinrichtungen erhielten Gefängnisstrafen zwischen fünf und zehn Jahren.
Am 18. November starb bei Protesten ein 16-Jähriger, nachdem er von einem Fahrzeug der Polizei angefahren worden war, das womöglich auf einem bewusst angelegten Ölteppich ins Schleudern geraten war.
Am 15. Dezember ereigneten sich in Diraz, dem Wirkungsort von Ajatollah Isa Qassim, Zusammenstöße zwischen Demonstranten und Polizei, bei denen auch Tränengas eingesetzt wurde. Dabei wurden auch viele Demonstranten festgenommen.
Am 31. Dezember kam erneut ein Jugendlicher zu Tode; der 15-Jährige war bei Demonstrationen gegen die Regierung wegen ausbleibender Reformen von einem Tränengaskanister im Brustbereich getroffen worden und daraufhin im Krankenhaus an den Folgen verstorben.

### 2012
Am 15. Januar 2012 gab König Hamad ibn Isa Al Chalifa bekannt, den Empfehlungen des „Forums für nationalen Dialog“ nachzukommen und eine Verfassungsreform durchzuführen. Die Vorschläge sehen vor, dass zukünftig neue Gesetze dem Parlament zur Abstimmung vorgelegt werden.
Am 22. April wurde in As-Sachir das Formel-1-Rennen durchgeführt. Im Jahr zuvor war es wegen der Proteste abgesagt worden. Im Umfeld des diesjährigen Rennens kam es zu den bisher größten Protesten. Ein Mensch wurde nach offiziellen Angaben getötet.

### 2013
Anfang August 2013 beschloss das zum König loyale Parlament massive Einschränkungen von Versammlungsrecht und Meinungsfreiheit, der König verschärfte in zwei Erlassen gleichzeitig die Strafen für „Terrorismus“. Die Opposition erklärte im Vormonat den vom König ausgerufenen „nationalen Dialog“ mit dem Ziel gesellschaftlicher Reformen für „klinisch tot“ und kündigte für den 14. August, den Unabhängigkeitstag, Proteste an. Die Polizei riegelte daraufhin schiitische Dörfer ab und ging mit Tränengas und Schrotkugeln gegen die Demonstranten vor.
Am 30. August wurde auf einer Demonstration in einem schiitischen Dorf in Hauptstadtnähe, die von der Jugend der oppositionellen Bewegung 14. Februar organisiert wurde, ein Ende von „Diktatur“ und „Tyrannei“ gefordert. Die Kundgebung hatte mehrere tausend Teilnehmer. An den vorherigen Tagen kam es in von Schiiten bewohnten Orten zu Ausschreitungen, nachdem die Polizei friedliche Kundgebungen aufgelöst hatte. Bei der Detonation einer Autobombe in einem schiitischen Dorf in Hauptstadtnähe wurden vier Polizisten verletzt.
Am 29. September verurteilte ein Gericht 50 Mitglieder der Bewegung 14. Februar zu Haftstrafen von 5 bis 15 Jahren. Zwei ihrer Anführer, der irakische Geistliche Sajed Hadi al-Modarresi und der in London lebende Saeed al-Schahabi, wurden in Abwesenheit zu 15 Jahren Haft verurteilt. Der Chefankläger Bahrains erklärte die Gruppe zur „terroristischen Vereinigung“. Die Menschenrechtsorganisation Human Rights Watch warf der US-Administration aus diesem Anlass vor, die schweren Menschenrechtsverletzungen in Bahrain aus bündnispolitischen Erwägungen zu ignorieren. Der Anführer der oppositionellen Partei Wifak, Chalil al-Marsuk, wurde bereits am 17. September festgenommen.
Im Oktober 2013 startete die Menschenrechtsvereinigung Bahrain Watch eine Kampagne gegen den Verkauf und die Lieferung von Tränengas an die Polizeibehörden Bahrains. Die UN-Menschenrechtskommission kritisierte bereits im März 2012 den exzessiven Einsatz von Tränengas durch Bahrains Polizeikräfte, der auch zu zwei Todesfällen geführt hat. Nachdem die USA im Mai 2012 die Lieferung von Tränengas nach Bahrain einstellten, beziehen die Behörden nach Informationen von Bahrain Watch das Tränengas jetzt von den Firmen DaeKwang Chemical Company Ltd und Korea C.N.O. Tech Ltd aus Südkorea sowie von der deutsch-südafrikanischen Firma Rheinmetall Denel.

### 2014
Am 7. Januar untersagte die südkoreanische Rüstungsexportbehörde DAPA die Lieferung einer großen Menge von Tränengas nach Bahrain und begründete dies mit der dortigen innenpolitischen Situation, insbesondere der lebensgefährdenden Einsätze der bahrainischen Polizei gegen Demonstranten.
Im Februar wurden aus Anlass des dritten Jahrestags der Unruhen an drei aufeinanderfolgenden Tagen Demonstrationen organisiert, die von der Polizei zum Teil mit Tränengas attackiert wurden. Die Demonstranten versuchten dabei auch, auf den abgesperrten früheren Perlenplatz zu gelangen. Nach Angaben der Opposition wurden seit Beginn der Unruhen vor drei Jahren 164 Demonstranten getötet. Zudem gibt es mehr als 3000 politische Häftlinge, die systematischer Folter ausgesetzt sind. Laut Amnesty International wird die Meinungsfreiheit in Bahrain immer mehr eingeschränkt.
Der englische High Court entschied im Mai 2014, dass die britische Exportbehörde HMRC Informationen über den Export von Spionagesoftware nach Bahrain an die Menschenrechtsorganisation Privacy International weiterleiten muss. Die Behörde hatte gegen die deutsch-britische Firma Gamma International ermittelt, sich aber geweigert, der Menschenrechtsorganisation darüber Auskunft zu geben. Der Firma wurde vorgeworfen, die in Deutschland entwickelte Spionagesoftware FinFisher ohne Genehmigung nach Bahrain exportiert zu haben. Eine bahrainische Menschenrechtsaktivistin entdeckte die Software auf ihrem Computer. Bundeswirtschaftsminister Sigmar Gabriel kündigte daraufhin an, den Export von Spionagesoftware künftig restriktiver zu handhaben.

## Internationale Reaktionen

### Vor Verhängung des Ausnahmezustandes
In einer Sondersitzung der Außenminister des Golfkooperationsrats am Abend des 17. Februar sicherten diese Bahrain „vollkommene Unterstützung“ in den Bereichen „Politik, Wirtschaft, Sicherheit und Verteidigungspolitik“ zu. US-Präsident Obama und Generalsekretär der Vereinten Nationen Ban Ki-moon forderten dagegen ein Ende der Gewalt gegen Demonstranten.
Die Außenminister des Golfkooperationsrates (GCC) gaben am 10. März 2011 ein Hilfspaket im Umfang von 20 Milliarden Euro bekannt. Besagtes Hilfspaket soll den beiden Golfstaaten Bahrain und Oman zugutekommen. Mit Hilfe der Gelder sollen in den nächsten zehn Jahren Arbeitsplätze geschaffen werden. Ferner soll in die Infrastruktur der beiden Staaten investiert werden sowie die Wohnverhältnisse weiter verbessert werden.
Am 12. März 2011 traf der US-Verteidigungsminister Robert Gates ein, um Gespräche mit der bahrainischen Regierung zu führen. Barack Obama, der Präsident der USA, forderte die Königshäuser Saudi-Arabiens und Bahrains zu maximaler Zurückhaltung auf.
Am 14. März 2011 trafen in Absprache mit dem Golf-Kooperationsrat saudische Truppen in Bahrain ein.

### Während des Ausnahmezustandes
Am 16. März 2011 erklärte der deutsche Außenminister Guido Westerwelle, dass die Gewalt in Bahrain beendet und durch einen Dialog zwischen Regierung und Opposition ersetzt werden müsse, wobei Deutschland auf der Seite der Demokraten stünde. Zudem riet das auswärtige Amt allen Deutschen, die sich in Bahrain aufhielten, das Land zu verlassen.
Die Ölpreise stiegen an diesem Tage durch die Ereignisse in Bahrain weiter an, weil Anleger eine Ausweitung der Unruhen auf Saudi-Arabien befürchteten.
Teheran kritisierte das Vorgehen des bahrainisch-saudischen Militärs als inakzeptabel. Nach Meinung des iranischen Außenministeriums war es sinnvoller, auf die Demonstrationen friedlich und ohne die Einmischung ausländischer Truppen zu reagieren. „Jede Einmischung von außen macht die Situation nur noch komplizierter“, so ein Sprecher des iranischen Außenministeriums.
Am 20. März kritisierte Hassan Nasrallah, Generalsekretär der libanesischen schiitischen Hisbollah, die Regierung Bahrains wegen der Niederschlagung der Proteste. Bahrains Außenminister Chalid Al Chalifa bezeichnete die Kritik als unzulässige Einmischung. Wenige Tage später behauptete er, Demonstranten seien von der libanesischen Hisbollah ausgebildet worden.
Nachdem neben der Regierung in Teheran und der Hisbollah auch die irakischen Schiiten-Parteien Kritik am harten Kurs der bahrainischen Regierung gegenüber den Demonstranten geübt hatten, strich die bahrainische Führung am 24. März alle Flüge nach Irak, Libanon und Iran.
Die Straßenverbindung zwischen Bahrain und Saudi-Arabien wurde für den zivilen Straßenverkehr gesperrt.

### August 2013
Das US-Außenministerium erklärte anlässlich neuer Proteste, die Meinungsfreiheit auch in Bahrain zu unterstützen und forderte zu Gewaltverzicht und Dialog auf.

### Internationale Untersuchung
Eine durch König Hamad bin Isa Al Chalifa eingesetzte internationale Untersuchungskommission Bahrain Independent Commission of Inquiry (BICI) unter der Leitung des ägyptischstämmigen Professors M. Cherif Bassiouni veröffentlichte am 23. November 2011 in Manama ihren 500-seitigen Bericht. Die Vorstellung wurde in Anwesenheit des Königs im arabischen Fernsehen übertragen. Dafür wurden 8.000 Dokumente gesichtet und mehr als 5.000 Zeugen befragt.
Laut dem Bericht trugen die Behörden von Beginn an durch „unverhältnismäßige Gewalt“ zur Eskalation bei, darunter willkürliche Festnahmen, Folter und Erniedrigungen der Demonstranten. Insgesamt 559 Vorwürfe der Folter mittels Elektroschocks, Metall- und Holzstäben, Schlafentzug und extremen Temperaturen werden beschrieben; die beteiligten Sicherheitskräften wurden demnach nicht zur Verantwortung gezogen.
Laut dem Bericht sind im Rahmen der Proteste vom 14. Februar bis zum 23. November 40 Personen gestorben, darunter fünf Polizisten. Insgesamt 2.919 Personen wurden inhaftiert, 741 von ihnen befanden sich zum Zeitpunkt der Veröffentlichung immer noch im Gefängnis. Mehr als 4.000 Personen verloren durch die Teilnahme an den Protesten den Arbeitsplatz. Der Bericht listet 30 Fälle der Zerstörung oder Beschädigung von schiitischen Moscheen auf. Auch Übergriffe auf Sunniten und ausländische Arbeiter werden aufgezählt.
Für eine maßgebliche Rolle des Iran beim Anfachen der Proteste, wie von der bahrainischen Regierung behauptet, fanden sich keine Anhaltspunkte.